# Colocleora albicurvata
Colocleora albicurvata är en fjärilsart som beskrevs av Max Joseph Bastelberger 1909. Colocleora albicurvata ingår i släktet Colocleora och familjen mätare. Inga underarter finns listade i Catalogue of Life.